# 悪夢の逃避行
『悪夢の逃避行』（あくむのとうひこう、Bad Samaritan）は2018年のアメリカ合衆国のサイコスリラー映画。監督はディーン・デヴリン、主演はデヴィッド・テナントが務めた。なお、本作は日本国内で劇場公開されなかったが、2019年4月18日にWOWOWで放映された。
本作が「カリテ・ファンタスティック! シネマコレクション2019」で上映された際には、『バッド・ディシジョン 終わりなき悪夢のはじまり』という邦題が使用された。またDVDもその邦題が使用されている。

## ストーリー
レストランで働くショーン・ファルコは職務上知り得た情報を利用して、顧客の家に窃盗に入っていた。ある夜、いつものように盗みに入ったファルコは思わぬものを目撃することになった。そこには、ケイティと名乗る女性がおり、「頭のおかしい家主に監禁されているから助けてくれ」と言ってきた。自らの犯行を目撃されてしまった焦りから、ファルコは直ちにその家から逃走したが、家主のケイルはその一部始終をじっと見ていた。その結果、ファルコはケイルに命を狙われることになってしまった。

## キャスト
- ケイル・エレンドライヒ: デヴィッド・テナント

ショーンが窃盗に入った家の家主。大富豪だが実態は女性を監禁するサイコパス。犯行を目撃したショーンの命を狙う。
- ショーン・ファルコ: ロバート・シーハン

レストランの従業員。職務上知り得た情報を利用して、顧客の家に窃盗に入っている悪党。カメラマンになりたい。ケイルの家に窃盗に入ったが犯行を目撃したことで命を狙われる。
- デレク・サンドヴァル: カーリト・オリヴェロ（英語版）

ショーンの友人。犯罪行為を共に行い相棒でもある。ケイルに家族もろとも殺害される。
- ケイティ: ケリー・コンドン

ショーンが窃盗に入った家にいた女性。ケイルに監禁されていた。
- ライリー・シーブルック: ジャクリーン・バイヤーズ（英語版）

ショーンの恋人。
- ヘレン・レイトン: リサ・ブレナー（英語版）
- フラー

FBI捜査官。

## 製作
2013年9月16日、エレクトリック・エンターテインメントが『No Good Deed』というタイトルの脚本の映画化権を獲得したと発表した。2016年8月25日、ディーン・デヴリンの監督起用とデヴィッド・テナントの出演決定が報じられた。9月22日、ロバート・シーハンが本作に出演することになったとの報道があった。11月29日、カーリト・オリヴェロがキャスト入りした。
2017年初頭、本作の主要撮影がオレゴン州のポートランドで始まった。

## 公開・興行収入
2018年2月7日、エレクトリック・エンターテインメントは本作のファースト・トレイラーを公開した。
本作は『タリーと私の秘密の時間』や『オーバーボード』と同じ週に封切られ、公開初週末に200万ドル前後を稼ぎ出すと予想されていたが、この予想は的中した。2018年5月4日、本作は全米2007館で公開され、公開初週末に172万ドルを稼ぎ出し、週末興行収入ランキング初登場11位となった。全米2000館以上の規模で拡大公開された作品の数字としては異例の低さとなった。

## 評価
映画批評集積サイトのRotten Tomatoesには41件のレビューがあり、批評家支持率は59%、平均点は10点満点で5.9点となっている。サイト側による批評家の見解の要約は「『悪夢の逃避行』は一握りのスリルとデヴィッド・テナントの好演を観客に届けている。そのお陰で、不明瞭な演出と陳腐なストーリーという欠点が相殺されている。」となっている。また、Metacriticには15件のレビューがあり、加重平均値は45/100となっている。なお、本作のCinemaScoreはB-となっている。